# Aprilie 2005
Acest articol este generat integral pe baza informațiilor din articolul 2005 și este actualizat periodic de un robot.
 Editările făcute în articol vor fi șterse la următoarea actualizare! Dacă doriți să faceți modificări, editați articolul-sursă.

ianuarie -
februarie -
martie -
aprilie -
mai -
iunie -
iulie -
august -
septembrie -
octombrie -
noiembrie -
decembrie
Aprilie 2005 a fost a patra lună a anului și a început într-o zi de vineri.

## Evenimente

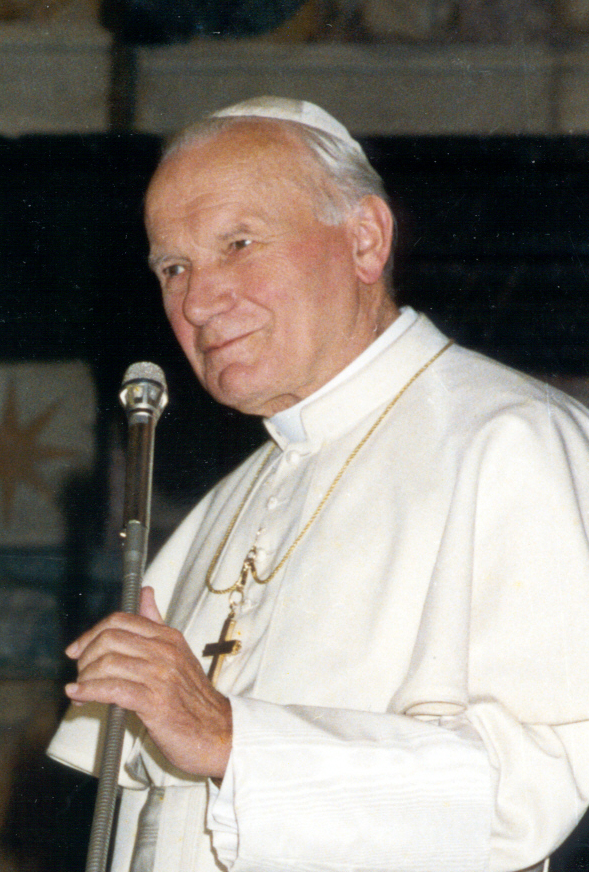
2 aprilie: Papa Ioan Paul al II-lea moare la vârsta de 84 de ani; peste patru milioane de oameni călătoresc la Vatican pentru a-l jeli.

- 2 aprilie: Papa Ioan Paul al II-lea moare la vârsta de 84 de ani; peste patru milioane de oameni călătoresc la Vatican pentru a-l jeli.[1][2][3]
- 3 aprilie: Bucureștenii sunt chemați la urne pentru a-și alege primarul general. În cursa pentru primăria Capitalei s-au înscris 17 candidați. Candidatul Alianței Dreptate și Adevăr, Adriean Videanu, a câștigat din primul tur, cu 53,09% din voturi. El a fost urmat de candidatul PSD, Marian Vanghelie - 29,56% din voturi și de Cristian Popescu (Piedone) - 8,71%. Prezența la vot a fost extrem de redusă.
- 8 aprilie: Au loc funeraliile Papei Ioan Paul al II-lea.
- 9 aprilie: În Marea Britanie, Prințul Charles se căsătorește cu Camilla Parker Bowles.
- 13 aprilie: Parlamentul European votează Tratatul de aderare a României și Bulgariei la UE. Comisarul european pentru Extindere, Olli Rehn, precizează că votul nu înseamnă că pregătirea este încheiată. În următoarele 21 de luni rămase, România și Bulgaria trebuie să facă reforme-cheie și să îndeplinească angajamentele asumate în timpul negocierilor.
- 15 aprilie: Cel puțin 21 de oameni au murit și în jur de 50 au fost răniți într-un incendiu devastator la un hotel în centrul Parisului.
- 15 aprilie: Funeraliile Prințului Rainier al III-lea de Monaco.
- 19 aprilie: Cardinalii electori au ales, după un conclav considerat cel mai scurt din ultima sută de ani, al 265-lea șef al Bisericii Catolice, în persoana cardinalului german Joseph Ratzinger, care și-a ales numele de Benedict al XVI-lea.

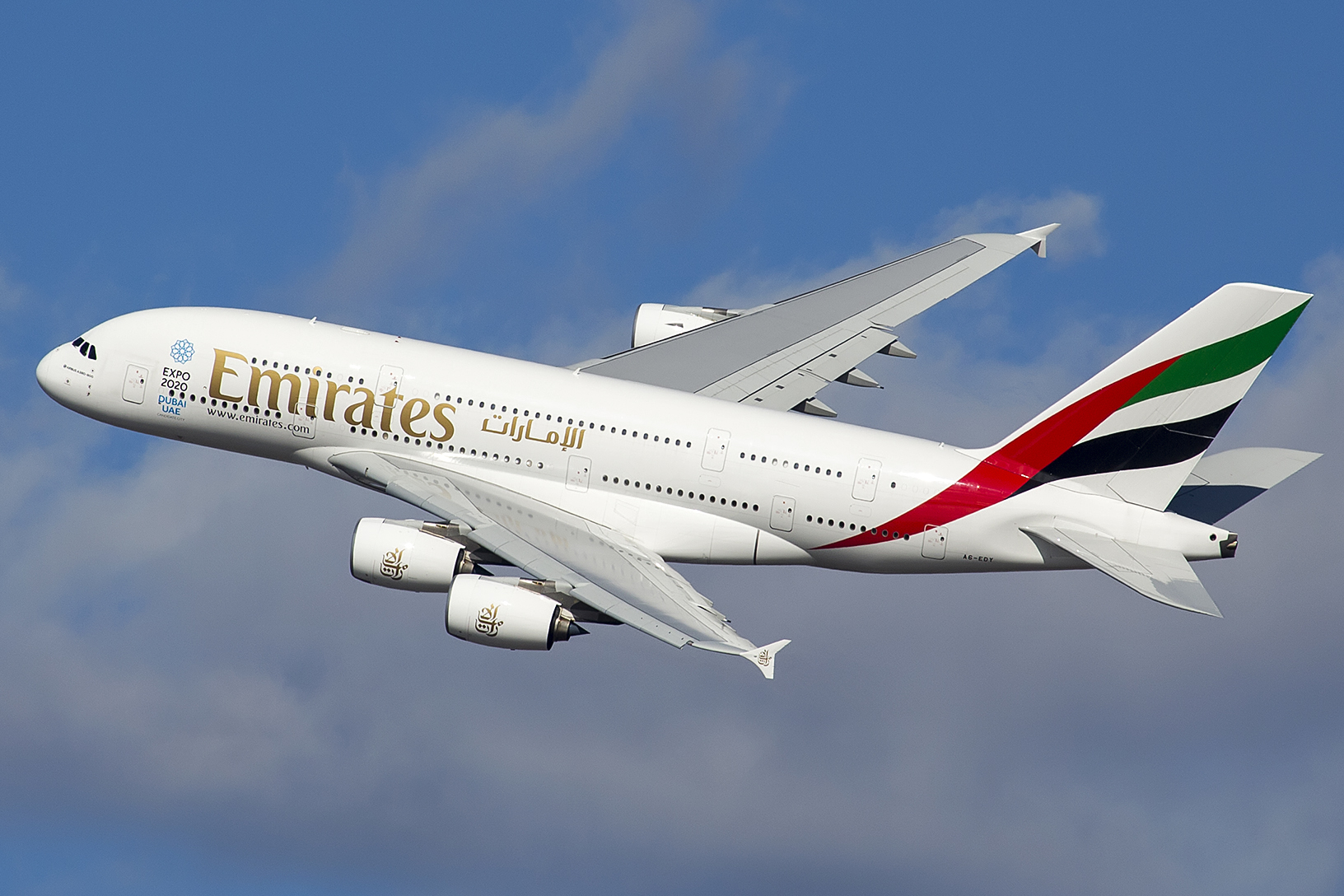
27 aprilie: Cel mai mare avion de pasageri construit vreodată, Airbus A380, efectuează primul său zbor din Toulouse, Franța.

- 21 aprilie: La Congresul PSD, Mircea Geoană este ales președinte al partidului cu 964 de voturi, față de 530 de voturi ale lui Ion Iliescu. Adrian Năstase a devenit președinte executiv al PSD, învingându-l pe Sorin Oprescu cu 1018 voturi la 433.[4]
- 22 aprilie: Postul de televiziune Al Jazeera a difuzat o înregistrare cu cei trei jurnaliști români răpiți în Irak, postul susținând că răpitorii cer retragerea trupelor române din Irak în patru zile, altfel vor ucide ostaticii.
- 22 aprilie: Președintele Ecuadorului, Lucio Gutierrez, fuge din palatul prezidential la bordul unui elicopter. El a fost alungat în urma săptămânilor de proteste împotriva lui Gutierrez, care s-a amestecat în treburile justiției. Gutierrez, un fost colonel de armată, a devenit președinte în 2002, fiind ales pe o platformă de stânga.
- 25 aprilie: România semnează la Luxemburg Tratatul de aderare la UE.
- 26 aprilie: Răpitorii celor trei jurnaliști români au prelungit până pe 27 aprilie, ora 18, ultimatumul dat autorităților române cu privire la retragerea trupelor din Irak.
- 27 aprilie: Cel mai mare avion de pasageri construit vreodată, Airbus A-380, a efectuat primul său zbor din Toulouse, Franța.

## Nașteri
- 8 aprilie: Leah Isadora Behn, prințesă a Norvegiei

## Decese
- 1 aprilie: Thomas Kling, 47 ani, scriitor german (n. 1957)
- 2 aprilie: Papa Ioan Paul al II-lea (n. Karol Józef Wojtyła), 84 ani, născut în Polonia (n. 1920)
- 4 aprilie: Fernand Herman, 73 ani, politician belgian (n. 1932)
- 5 aprilie: Octavian Bârlea, 91 ani, istoric român (n. 1913)
- 5 aprilie: Saul Bellow, 89 ani, scriitor american de etnie evreiască, laureat al Premiului Nobel (1976), (n. 1915)
- 6 aprilie: Prințul Rainier al III-lea de Monaco (n. Rainier Louis Henri Maxence Bertrand), 81 ani (n. 1923)
- 7 aprilie: Cliff Allison, 73 ani, pilot britanic de Formula 1 (n. 1932)
- 7 aprilie: Yvonne Vera, 40 ani, scriitoare zimbabwiană (n. 1964)
- 8 aprilie: László Papp Kolozsvári, 65 ani, scriitor maghiar (n. 1940)
- 11 aprilie: André François (n. André Farkas), 89 ani, grafician francez și ilustrator de cărți pentru copii, născut în România (n. 1915)
- 11 aprilie: Lucien Laurent, 97 ani, fotbalist francez (atacant), (n. 1907)
- 12 aprilie: Toma Moldoveanu, 89 ani, rugbist și antrenor român (n. 1916)
- 15 aprilie: Art Cross, 87 ani, pilot american de Formula 1 (n. 1918)
- 16 aprilie: Kim Mu Saeng, 62 ani, actor sud-coreean (n. 1943)
- 18 aprilie: Donald William Trevor Bruce, 92 ani, politician britanic (n. 1912)
- 18 aprilie: Norberto Höfling, 80 ani, fotbalist român (atacant) de etnie evreiască (n. 1924)
- 19 aprilie: Maria Brezeanu, 81 ani, chimist român (n. 1924)
- 20 aprilie: Fumio Niwa, 100 ani, scriitor japonez (n. 1904)
- 21 aprilie: Wayne S. Vucinich, 91 ani, istoric american (n. 1913)
- 22 aprilie: Camil Baciu (n. Camillo Kaufman), 78 ani, ziarist și scriitor român de etnie evreiască (n. 1926)
- 23 aprilie: Yehezkel Mark, 76 ani, rabin evreu (n. 1928)
- 23 aprilie: John Mills, 97 ani, actor englez (n. 1908)
- 23 aprilie: John Mills, actor englez (n. 1908)
- 24 aprilie: Ezer Weizman, 80 ani, președinte al Israel (1993-2000), (n. 1924)
- 26 aprilie: Augusto Roa Bastos, 87 ani, scriitor paraguayan (n. 1917)
- 26 aprilie: Josef Nesvadba, 78 ani, doctor și scriitor ceh  (n. 1926)
- 29 aprilie: Mircea Desideriu Banciu, 63 ani, chimist român (n. 1941)
- 26 aprilie: Maria Schell (n. Maria Margarete Anna Schell), 79 ani, actriță austriacă (n. 1926)
- 30 aprilie: Lúcia Machado de Almeida, 95 ani, scriitoare braziliană (n. 1910)